# Hustler (videogioco)
Hustler è un videogioco di biliardo pubblicato nel 1983-1985 per gli home computer Amstrad CPC, Commodore 16, Commodore 64, MSX, Tatung Einstein e ZX Spectrum dall'editrice britannica Bubble Bus Software.
In Nordamerica venne pubblicato per Commodore 64 dalla HesWare con il titolo Minnesota Fats' Pool Challenge (o Minnesota Fat's Pool Challenger a video), facendo riferimento a Minnesota Fats, personaggio del romanzo e film Lo spaccone (The Hustler).

## Modalità di gioco
Il gioco simula il biliardo americano a sei buche, con un massimo di sei palle alla volta sul tavolo oltre al boccino. Il tavolo è mostrato con visuale fissa dall'alto e con il panno di colore verde, tranne che nella versione Spectrum dove è grigio chiaro e nella versione americana per Commodore 64 dove è nero.
Per regolare la direzione del tiro si può spostare liberamente un mirino a crocetta su tutto il tavolo. Una barra che cambia continuamente lunghezza rappresenta la forza del colpo. Nella versione per Commodore 64, la prima pubblicata, non c'è possibilità di dare l'effetto di rotazione al colpo; nelle versioni successive per gli altri computer venne aggiunta questa funzione, permettendo di regolare con la tastiera l'effetto laterale e verso l'alto/basso.
Sono disponibili sei modalità di gioco, per uno o due giocatori. Non esistono avversari controllati dal computer; in giocatore singolo lo scopo è imbucare tutte le palle impiegando meno tiri possibile. In caso di falli, ad esempio imbucare il boccino, il tiro conta come cinque tiri. Il numero di tiri impiegati entra nella classifica dei punteggi.
Le modalità sono:
1. Un giocatore, qualunque palla in qualunque buca.
2. Un giocatore, palle numerate da imbucare in ordine.
3. Un giocatore, palle numerate da imbucare nella buca etichettata con il rispettivo numero.
4. Due giocatori, palle numerate da imbucare nella buca etichettata con il rispettivo numero, che è anche il suo valore in punteggio.
5. Due giocatori, un mini pool dove le palle sono divise in due gruppi da tre e vince chi imbuca per primo tutto il proprio gruppo.
6. Due giocatori, uno deve imbucare le palle in ordine da 1 a 6 e l'altro da 6 a 1.